# Kateryna Tkachova
Kateryna Tkachova (21 de octubre de 1998) es una deportista ucraniana que compitió en natación sincronizada. Ganó dos medallas de bronce en los Juegos Europeos de Bakú 2015, en las pruebas de equipo y combinación libre.

## Palmarés internacional
| Juegos Europeos | Juegos Europeos   | Juegos Europeos   | Juegos Europeos   |
| Año             | Lugar             | Medalla           | Prueba            |
| --------------- | ----------------- | ----------------- | ----------------- |
| 2015            | Bakú (Azerbaiyán) | Medalla de bronce | Equipo            |
| 2015            | Bakú (Azerbaiyán) | Medalla de bronce | Combinación libre |